# Camariñas
Camariñas település Spanyolországban, A Coruña tartományban. Camariñas Muxía és Vimianzo községekkel határos. Lakosainak száma 5098 fő (2024).

## Népesség
A település népessége az utóbbi években az alábbiak szerint változott:
| Lakosok száma | 6747 | 6502 | 6323 | 6224 | 6168 | 5774 | 5486 | 5272 | 5224 | 5098 |
|               | 2001 | 2004 | 2006 | 2009 | 2011 | 2014 | 2016 | 2019 | 2021 | 2024 |